# Балаклія
Балаклі́я — місто в Україні, у Харківській області, з 2020 року входить до Ізюмського району (до 2020 року центр Балаклійського району). Розташоване на річці Балаклійка на південний схід від м. Харкова. Населення становить 26 921 мешканець. Центр промислового та видобувного району в області. Поблизу Балаклії діє одне з найбільших підприємств із виробництва цементу. У Шебелинці Ізюмського району — освоєне газове родовище, яке експлуатують з 1956 року, видобуваючи газ із глибини 3-5 км. Балаклія стала всесвітньовідомою внаслідок пожежі та вибухів на складі військових боєприпасів 23 березня 2017 року. З 2 березня по 8 вересня 2022 року місто перебувало під російською окупацією.

## Географія

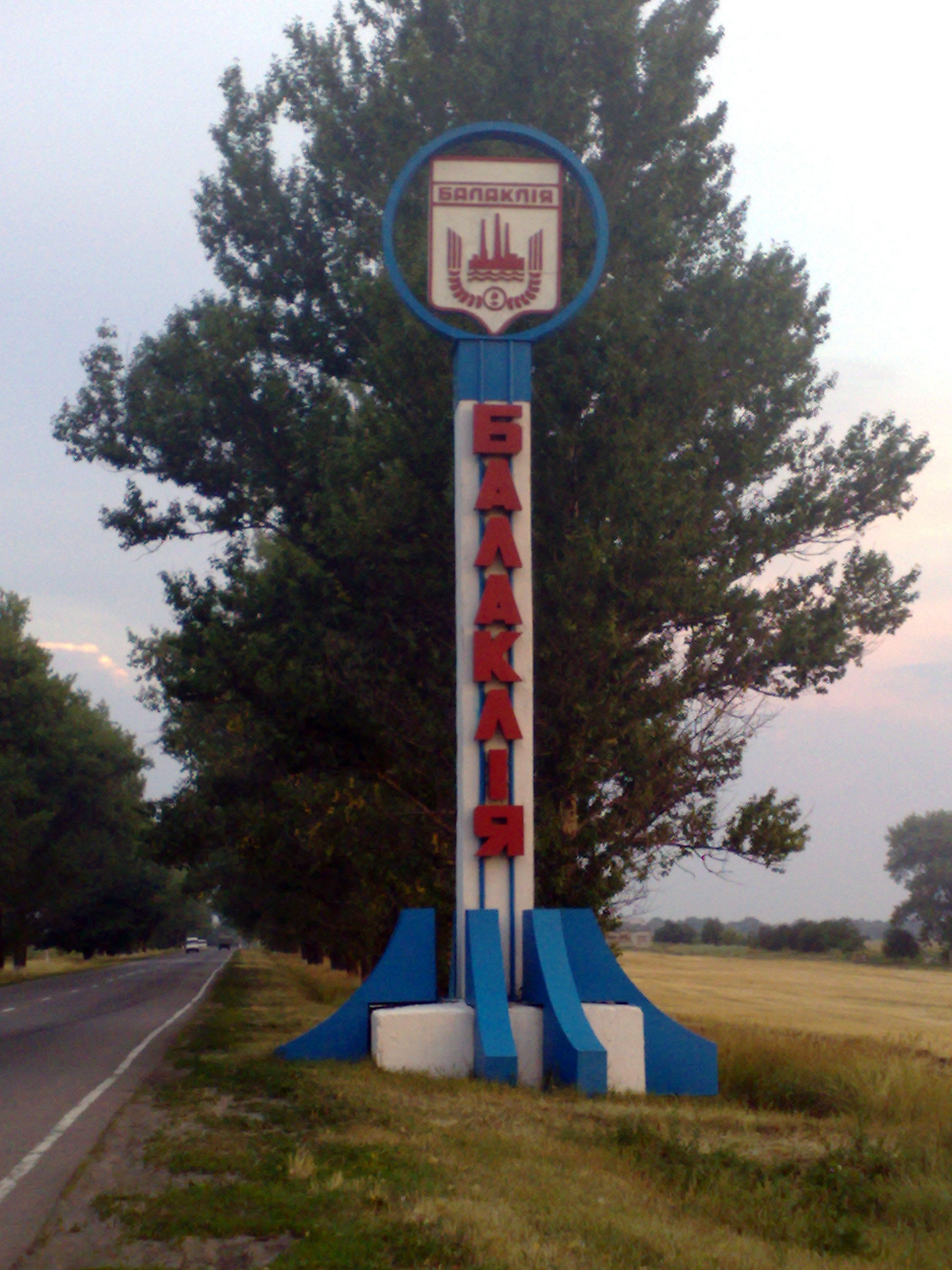
Знак на в'їзді до міста

Місто Балаклія розташоване на лівому березі річки Сіверський Донець в місці злиття річок Крайня Балаклійка, Середня Балаклійка і Волоська Балаклійка в річку Балаклійка і впадання її в річку Сіверський Донець. Через місто проходять автошляхи Р78, Т 2110 та залізнична лінія Харків — Донбас, станція Балаклія. До міста примикають лісові масиви (сосна і листяні дерева). Клімат — помірно-континентальний. Середньорічні температури: літня +23,9 °C, зимова — 5,5 °C. Середньорічна кількість опадів — 468 мм.
Відстань до Харкова залізницею — 84 км, шосейним шляхом — 101 км (автошлях E40, із яким збігається М04, який переходить у Т 2110).
Балаклія славиться різноманітністю видів риб у річках. У Балаклійському районі по течії Дінця багато лісів, мальовничих краєвидів.

## Назва
Назву свою поселення — майбутнє місто Балаклія — отримало від річки Балаклійки. Протягом XIX століття офіційним найменуванням поселення було Ново-Серпухів, але у 1891 році стара назва була повернена. Краєзнавець Микола Янко припускав походження назви річки Балаклійки від тур. «булак» — «джерело» За іншою версією Балаклія означає «рибна річка» від тюр. «balıq».
Малоймовірно виведення назви поселення від діалектного слова балаклій («балакун») , тобто «земля людини на прізвисько Балаклій». Неймовірною здається і версія О. Д. Онопенка про грецьке походження топоніма — з огляду на незасвідченість грецьких поселень у цій місцевості. Згідно з нею, назву українські козаки дали на честь богині грому: грец. βαλη («блискавка», «перун», «грім») і κλεος («слух», «слава»), тобто, «Гремислава». [уточнити][неякісне джерело]

## Археологія
Археологічними розкопками знайдено залишки шістьох археологічних шарів різних культурних етапів, ознаки яких мають лише два поселення у Харківській області:
- багатошарове поселення доби бронзи, салтівської культури, 200×500 м, розташоване на південно-східній околиці міста, на першій надзаплавній терасі лівого берега річки Волоська Балаклійка;
- поселення «Балаклія (Ляхівка)» ІІ тисячоліття до Р. Х. — початку І тисячоліття до Р. Х., 600×1000 м, вулиця Балтійська м. Балаклія. Поселення межує зі сходу та півдня  із землями Балаклійського лісгоспу (сосновий ліс), із заходу  із землями Балаклійської міської ради, з півночі  з приватною забудовою;
- поселення «Балаклія-2» II тисячоліття до Р. Х. — початку I тисячоліття до Р. Х., 500×1000 м, вулиця Берегова м. Балаклія. Поселення розташоване на городах, на захід від південної околиці Балаклії;
- поселення самої Балаклії, 43га;
- 57 могил висотою 0,3-4,0 метри III тисячоліття до Р. Х. — I тисячоліття до Р. Х., які розташовані на північ та північний схід від міста[6].

## Історія

### XVI—XIX століття
1571 року на річках Сіверський Донець і Оскіл московський уряд установив сторожову службу — сім варт, завдання яких було повідомляти про наближення татар. У гирлі річки Балаклійка було побудовано третю варту.
Балаклія заснована у 1664 році, як козацька слобода полковником Яковом Чернігівцем. Тоді ж було побудовано острог-фортецю і житлові приміщення. На той час слобода мала 150 дворів, у яких жили 200 сімей.
1664 року тут оселилися черкаси, сюди прибуло кількасот українців з теренів сучасної Черкаської області на чолі з отаманом Чернігівцем. Вони разом із російськими козаками збудували острог. Цей рік і вважають роком заснування Балаклії.
Зусиллями Якова Чернігівця приблизно у 1669 році було утворено Балаклійський козацький полк, і Балаклія стає полковим містом (з 1670 року по 1677 рік).
У 1677 році  Якова Чернігівця за наказом московського царя Федора Олексійовича було відсторонено від полковництва за формулюванням «за полкову провину». Відати полком було доручено Харківському полковнику Григорію Донцю. Полк було скасовано, а його територія була включена до складу Харківського полку як сотенне поселення. 1679 року місто стало частиною Ізюмської оборонної лінії.
Після відокремлення від Харківського полку Ізюмського слобідського козацького полку у 1688 році територія колишнього Балаклійського полку стала основою новоутвореного полку.
У XVIII столітті Балаклія — сотенний центр Ізюмського козацького слобідського полку; з 1765 року — центр Балаклійського  комісарства. До складу комісарства входили Зміїв, Андріївна, Попівка, Криничне, Бишкин, Лиман та ін. з населенням 9989 чол.
Балаклійська козацька сотня мала свій прапор із зображенням хреста, увінчаного короною. За даними на 1779 рік Балаклія — військова слобода Ізюмського повіту Харківського намісництва, що мала 2861 мешканця (2778 «військових обивателів» і 83 «власницьких підданих»).

Мапа 1852 року

У 1796 році Балаклію було передано військовому відомству, населення віднесено до стану військових обивателів. Із цього часу вона стала називатись Ново-Серпуховим (за назвою російського міста Серпухов, з якого прибув полк на постійне місце дислокування). У 1817 році Балаклія та інші слободи були перетворені на військові поселення, які ліквідували лише у 1857 році.
1891 року селище — на той час слободу Зміївського повіту Харківської губернії — знову офіційно перейменовано на Балаклію. На межі XIX—XX століть населення Балаклії становило 5197 мешканців; у слободі діяли дві православні церкви, школа, поштова станція й телеграф, відбувалися щотижневі базарні торги і 5 щорічних ярмарків. Балаклійці вирощували хліб, велику рогату худобу, овець, кіз, птицю, викурювали горілку, займалися чоботарством, ткацтвом, кравецтвом, ковальством, гончарством.

### Українська революція
У 1916 році в Балаклїї були встановлені перші телефони. В 1917 році був сформований комітет, який визнав владу Української Центральної Ради, проте російський Тимчасовий уряд не визнавав територію міста в межах автономії України. В ході Першої радянсько-української війни, в грудні 1917 року Балаклія опиняється під контролем більшовиків. У 1918 році, після проголошення Української Народної Республіки, Балаклія увійшла до адміністративно-територіальної одиниці Донеччина. У квітні 1918 року місто звільнено у ході українського контрнаступу за підтримки союзників. Після приходу до влади Павла Скоропадського Балаклія стає частиною Харківської губернії в Українській Державі. У ході Другої радянсько-української війни остаточно опиняється під контролем більшовиків.

### Радянський період
У 1923 році Балаклія стає районним центром. В 1926—1940 роках починають діяти промкомбінат, птахокомбінат, маслозавод, майстерні, завершена електрифікація. У липні 1931 року почалося видання районної газети. Під час організованого радянською СРСР Голодомору 1932—1933 років померло щонайменше 647 жителів міста.
У 1934 році збудовано хлібозавод. У 1938 році Балаклія отримує статус міста. Населення на той час складало 27 000 мешканців, число житлових будинків складало 2500 одиниць. У 1940 році відкривається перший районний Будинок культури.
Під час Другої світової війни 10 грудня 1941 року місто окупують частини 44-ї німецької піхотної дивізії. З місцевих жителів утворюється Балаклійський партизанський загін. При наближенні лінії фронту до Балаклії він, разом з радянськими військами, почав бій за райцентр та протягом двох діб утримував ділянку оборони в районі водонапірної станції. Балаклію було звільнено 5 лютого 1943 року. 500 жителів міста отримали нагороди за боротьбу з німецькими загарбниками.
Станом на початок 1950 року у місті діяли декілька підприємств місцевого значення, 2 середні школи, Будинок культури та інші культурно-просвітницькі заклади. У період з 1959 по 1963 роки було збудовано і введено до експлуатації Балаклійський цементний завод.
У 1966 році населення складало 30 200 мешканців; в місті було 5365 житлових будинків. Станом на початок 1970 року тут діяли скотарський колгосп «Іскра», завод асбестоцементних виробів, цементний завод, завод залізобетонних конструкцій, трест «Промбуд-3», Управління механізації робіт, Дорожньо-будівельне управління та молочний завод.

### Незалежна Україна

#### Кінець ХХ— початок ХХІ століття
У листопаді 1997 року Кабінет міністрів України затвердив рішення про приватизацію Балаклійського хлібоприймального підприємства.
Уночі на 23 березня 2017 року на майданчику зберігання ракетно-артилерійських снарядів 65-го арсеналу почалася пожежа з детонацією боєприпасів, яка тривала декілька днів. У результаті були пошкоджені більше ніж 260 будівель міста. 3 травня 2018 року ситуація повторилася, але в цей раз пожежу вдалося швидко ліквідувати. 15 листопада 2019 року на арсеналі прогриміло близько 20 вибухів, були людські жертви.
У 2020 році місто увійшло до новоутвореного Ізюмського району як центр Балаклійської об'єднаної територіальної громади.

#### Російсько-українська війна
23 березня 2017 року внаслідок диверсії сталися значні вибухи і суттєва пожежа на великих складах військових озброєнь у Балаклії. Постраждала 1 людина, ще одна загинула.
2 березня 2022 року місто зайняли окупаційні війська ЗС РФ.
6 квітня 2022 року військовослужбовці ЗС РФ здійснили артилерійський обстріл житлових будинків у місті. Внаслідок цього житло людей було частково зруйновано. Через обстріл загинуло троє людей.
За процесуального керівництва Харківської обласної прокуратури слідчими СБУ в Харківській області розпочато досудове розслідування за фактом порушення законів та звичаїв війни, поєднаного з умисним вбивством (ч. 2 ст. 438 КК України).
7 квітня 2022 року, за повідомленням очільника Харківської ОВА Олега Синєгубова, мер Балаклії Іван Столбовий разом з родиною залишив місто і виїхав до Росії після того, як пішов на співпрацю з російськими окупаційними військами. І. Столбовому оголосили підозру в держзраді.
На початку вересня 2022 року Збройними силами України було розпочато Харківський контрнаступ. У напрямку Балаклії наступали 92-га окрема штурмова бригада та спецпідрозділ «Kraken», які 8 вересня 2022 звільнили її та навколишні села. Виявлення колаборантів продовжилось.
Після звільнення Балаклія перебуває під постійним вогнем російських військ.
Відповідно до розпорядження начальника міської військової адміністрації Віталія Карабанова від 08.09.2023 щорічною датою відзначення Дня міста Балаклія встановлено 8 вересня — день визволення міста від російсько-окупаційних військ.
Пізно ввечері 27 лютого 2025 року по місту був завданий удар БПЛА «Шахед», внаслідок чого пошкоджено житлові будинки. Поранення отримали 2 чоловіки та жінка, а за інформацією від Харківської обласної прокуратури — одна жінка, а ще одна жінка зазнала гострої реакції на стрес.

## Населення
- 1732 — 1 186 осіб.
- 1989 — за даними всесоюзного перепису населення 1989 року — 35 700 осіб.
- 2001 — 32 117 осіб.
- 2011 — 30 600 осіб
- 2017 — 28 868 осіб.

### Національний склад
Національний склад населення за даними перепису 2001 року:
| Національність  | Відсоток |
| --------------- | -------- |
| українці        | 80,44 %  |
| росіяни         | 18,03 %  |
| білоруси        | 0,42 %   |
| азербайджанці   | 0,19 %   |
| вірмени         | 0,17 %   |
| інші/не вказали | 0,75 %   |

### Мовний склад
Рідна мова населення за даними перепису 2001 року:
| Мова            | Чисельність, осіб | Відсоток |
| --------------- | ----------------- | -------- |
| Українська      | 22 748            | 70,83 %  |
| Російська       | 9 224             | 28,72 %  |
| Вірменська      | 26                | 0,08 %   |
| Білоруська      | 22                | 0,07 %   |
| Ромська         | 8                 | 0,03 %   |
| Румунська       | 6                 | 0,02 %   |
| Інші/Не вказали | 83                | 0,25 %   |
| Разом           | 32 117            | 100 %    |

## Освіта
Навчальні заклади:
- Балаклійська філія КЗ «Харківська гуманітарно-педагогічна академія» Харківської обласної ради
- Балаклійський ліцей № 1 ім. О. А. Тризни.
- Балаклійський ліцей № 2.
- Балаклійський ліцей № 3.
- Балаклійський навчально-виховний комплекс
- Балаклійська загальноосвітня школа I—III ступенів № 6.
- Балаклійська спеціальна загальноосвітня школа-інтернат I—II ступенів Харківської обласної ради.
- Балаклійський ліцей.
- Балаклійська станція юних натуралістів.

## Спорт
- Стадіон «Вимпел», де проводить домашні матчі футбольна команда «Цементник»
- Балаклійський Палац спорту

## Економіка
Підприємства міста:
- Балаклійський ремонтний завод
- ТОВ «Балмолоко»
- Балаклійський цементний завод
- ТОВ «Інтернет-Видання Балаклія»
- Громадська організація «Мій Дім — Балаклія»
- Балдрук
- Балаклійський хлібозавод

## Пам'ятки
- Районний краєзнавчий музей (пам'ятка архітектури ХІХ століття), містить єдину в Україні експозицію про життя і творчість видатної співачки Оксани Петрусенко (місто Балаклія);
- Станція юних натуралістів (міні-зоопарк);

- 400-річний дуб, який росте на березі Лебединого озера;
- Річка Сіверський Донець, Крейдяні гори, Байрак (ботанічний заказник).

## Видатні особи
- Гнот Анатолій Іванович (? — 2022) — старший солдат Збройних сил України, учасник російсько-української війни.
- Гуртов Олексій Анатолійович (1977—2015) — майор ЗСУ, учасник російсько-української війни. У травні 2015 року у місті відкрито меморіальну дошку.
- Гопцій Микола Пилипович (*1938) — поет.
- Дукин Микола Володимирович — український письменник.
- Носань Володимир Анатолійович — український художник.
- Персанов Леонтій Іванович (1840—1867) — український художник.
- Петрусенко Оксана Андріївна — українська оперна співачка. Одна з найкращих виконавиць українських народних пісень і романсів.
- Спицин Володимир Кузьмович — голова виконкому міської ради Донецька (1978—1987).
- Тризна Олександр Андрійович — народний депутат України, був директором Балаклійської загальноосвітньої школи I—III ступенів № 1. Громадський діяч.
- Шевелєв Арнольд Григорович — історик.

## Галерея

Пам'ятник Тарасу Шевченку
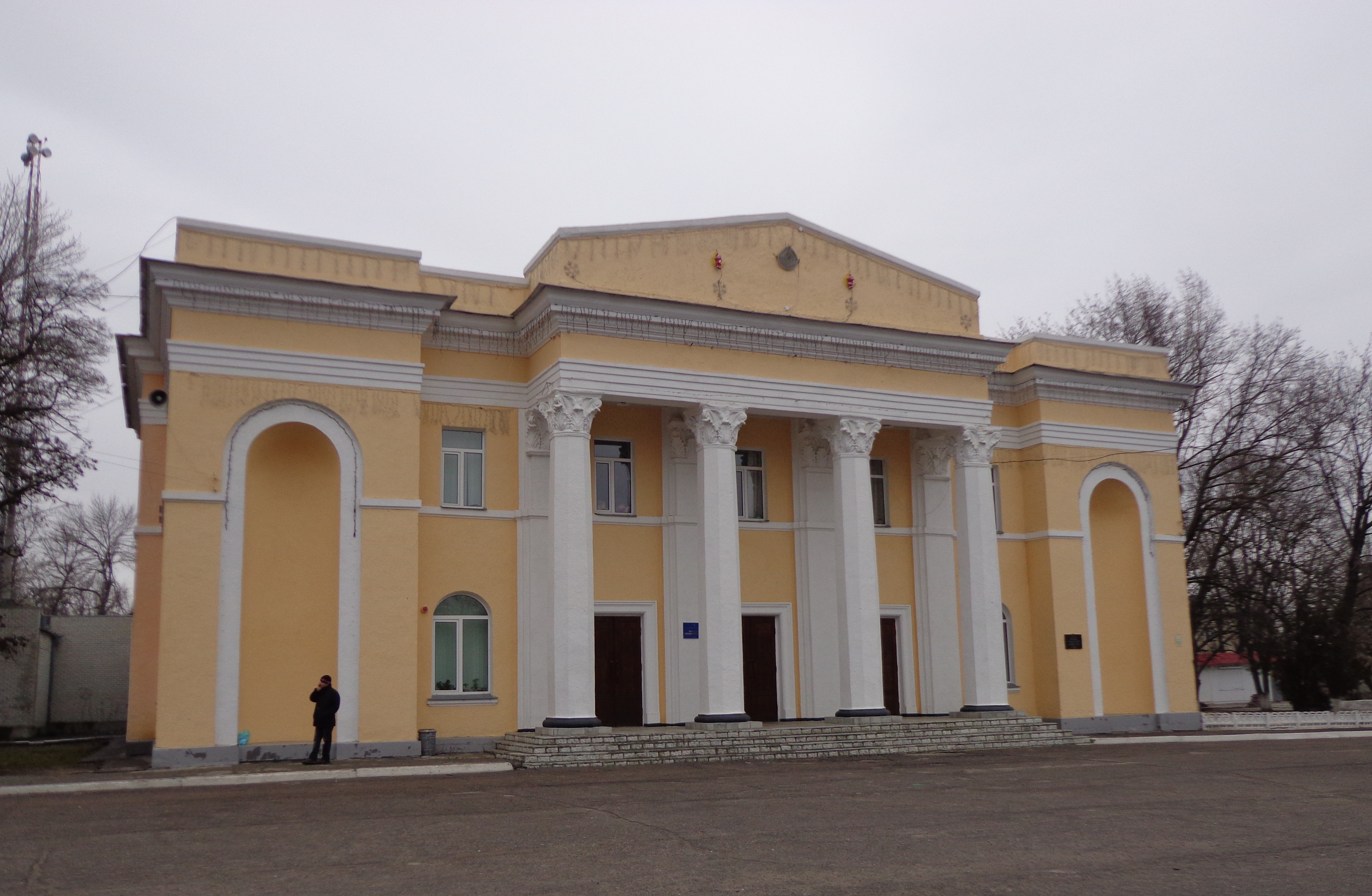
Палац культури
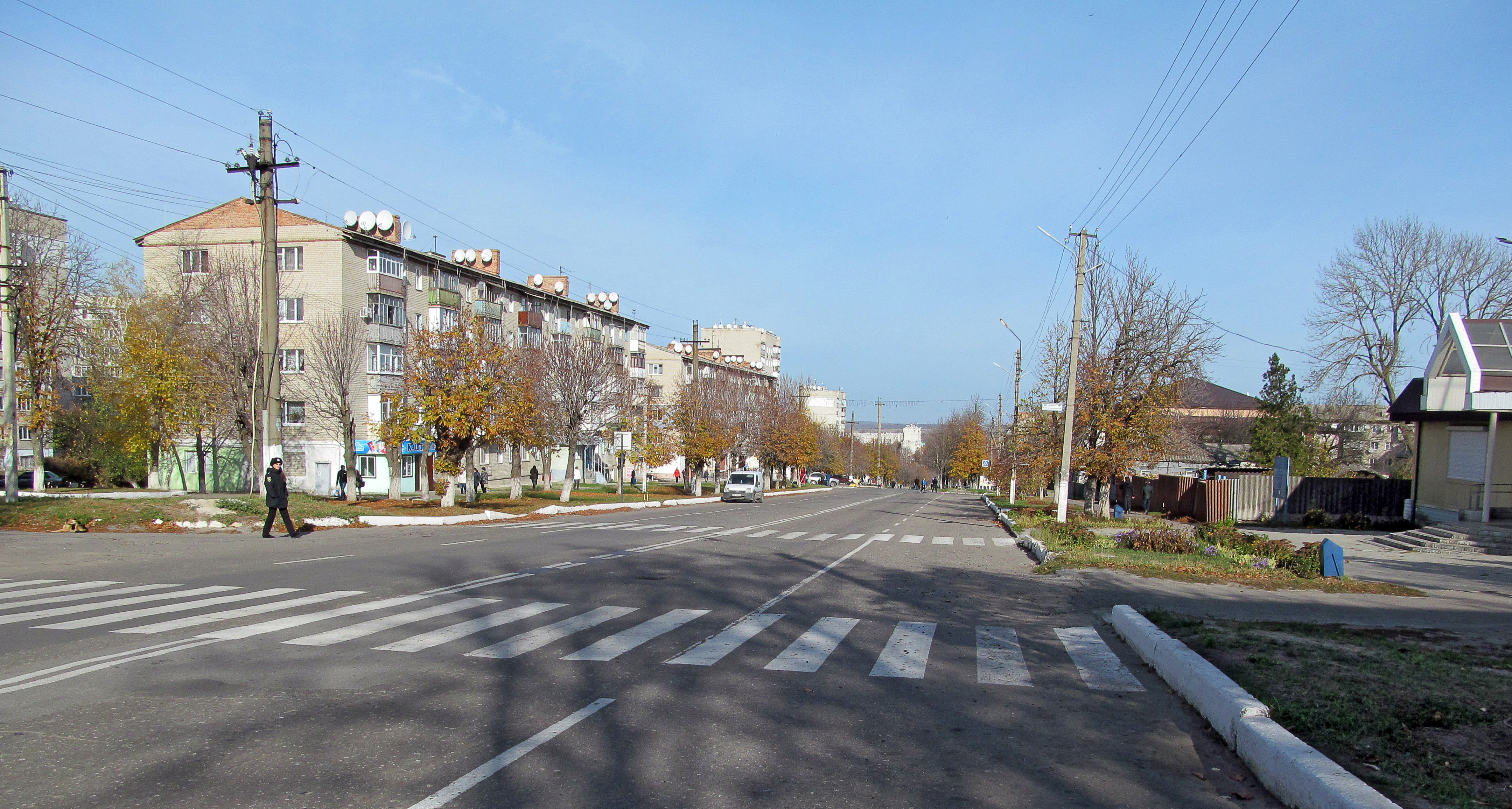
Вулиця Соборна
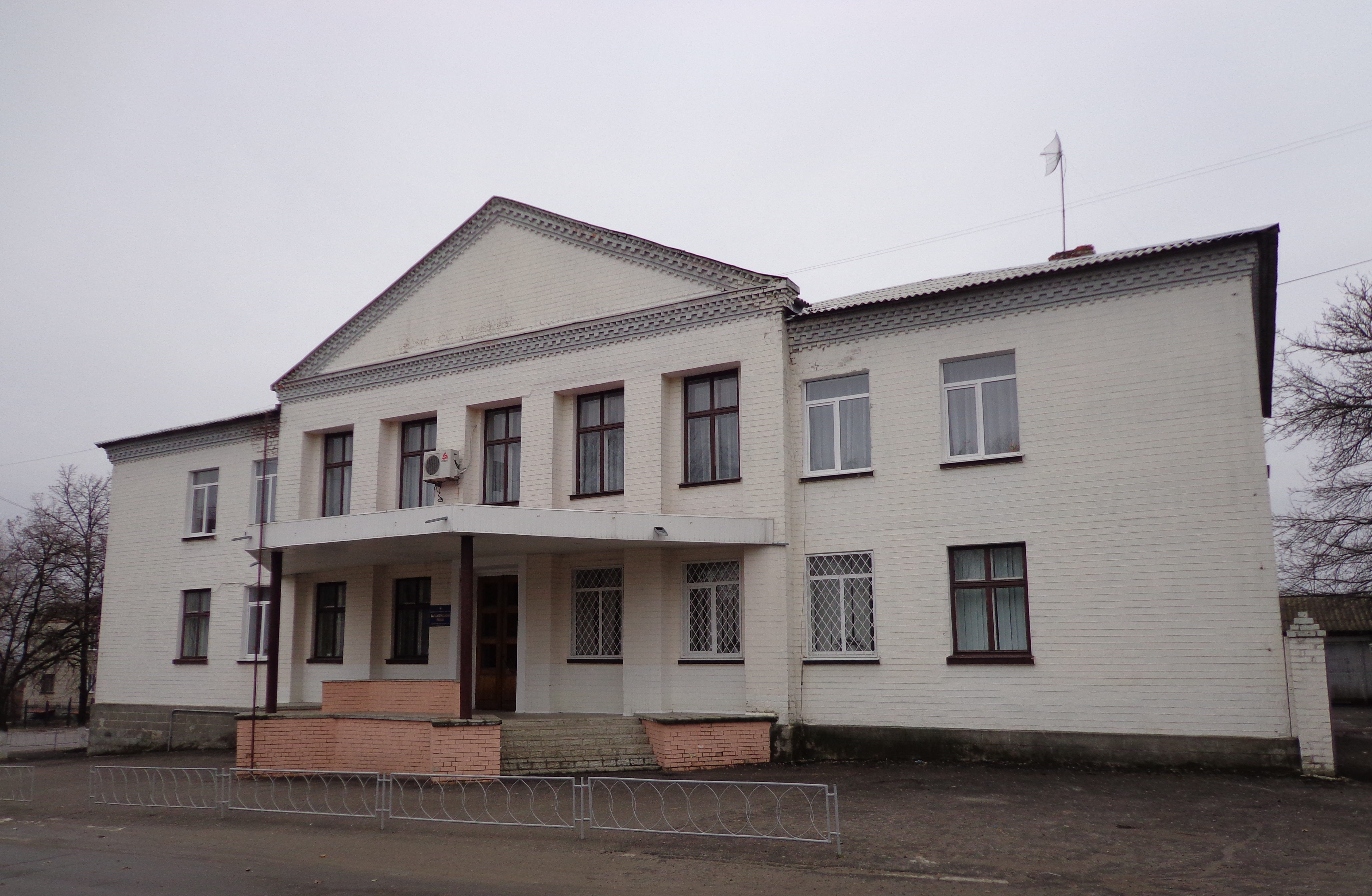
Балаклійський ліцей
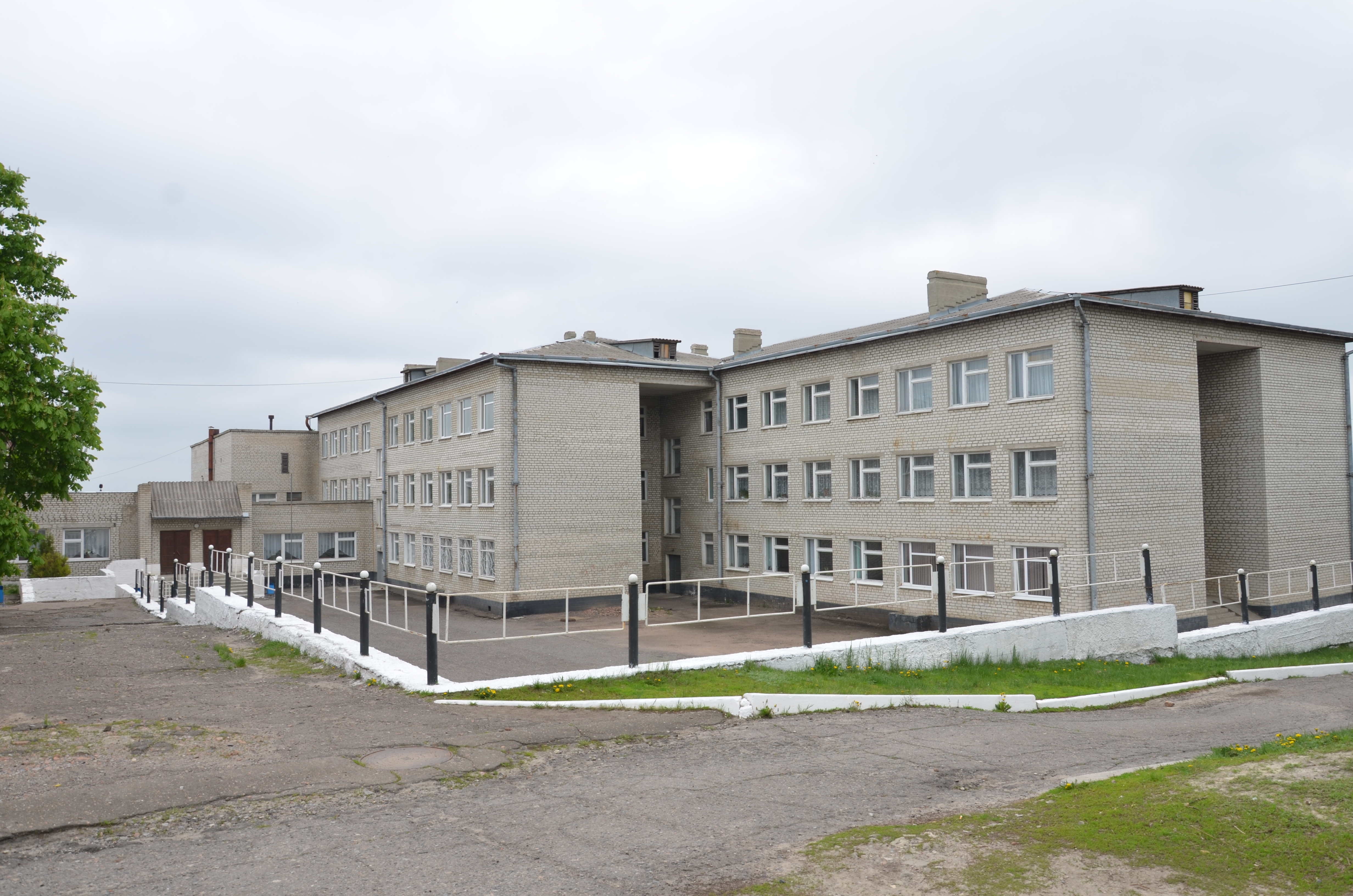
Балаклійський ліцей №1 ім. О. А. Тризни
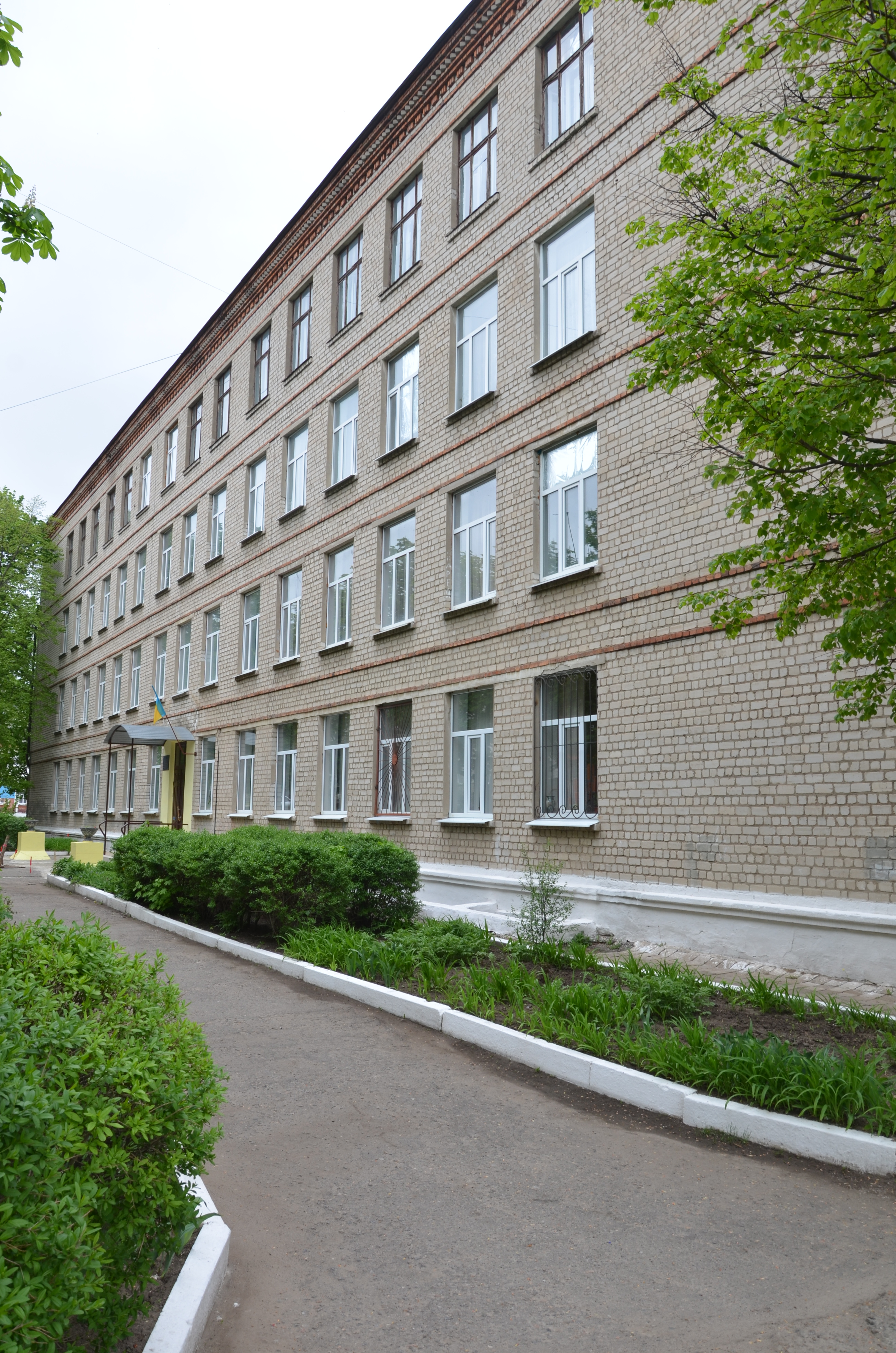
Балаклійський ліцей №2
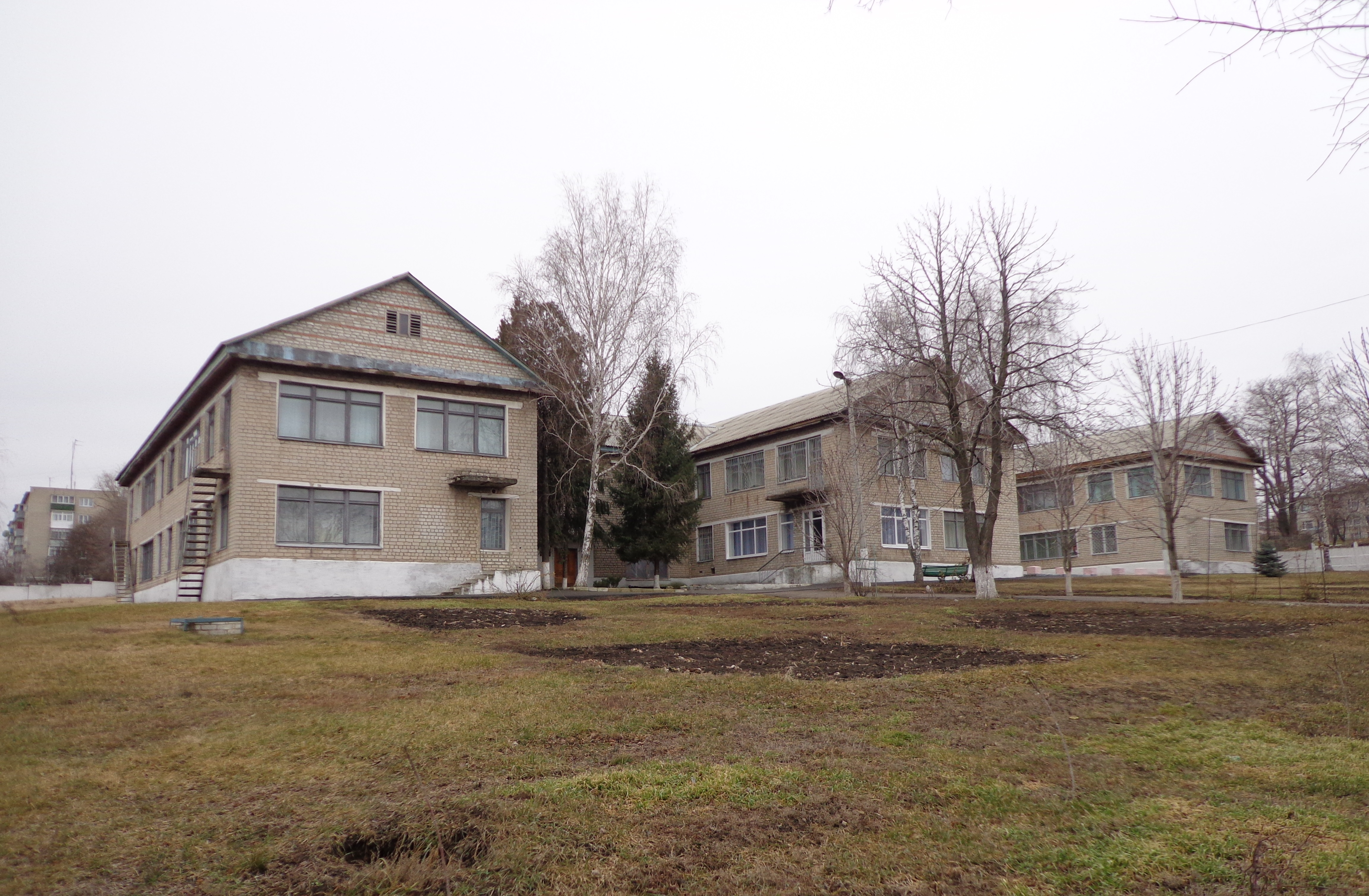
Педагогічний коледж
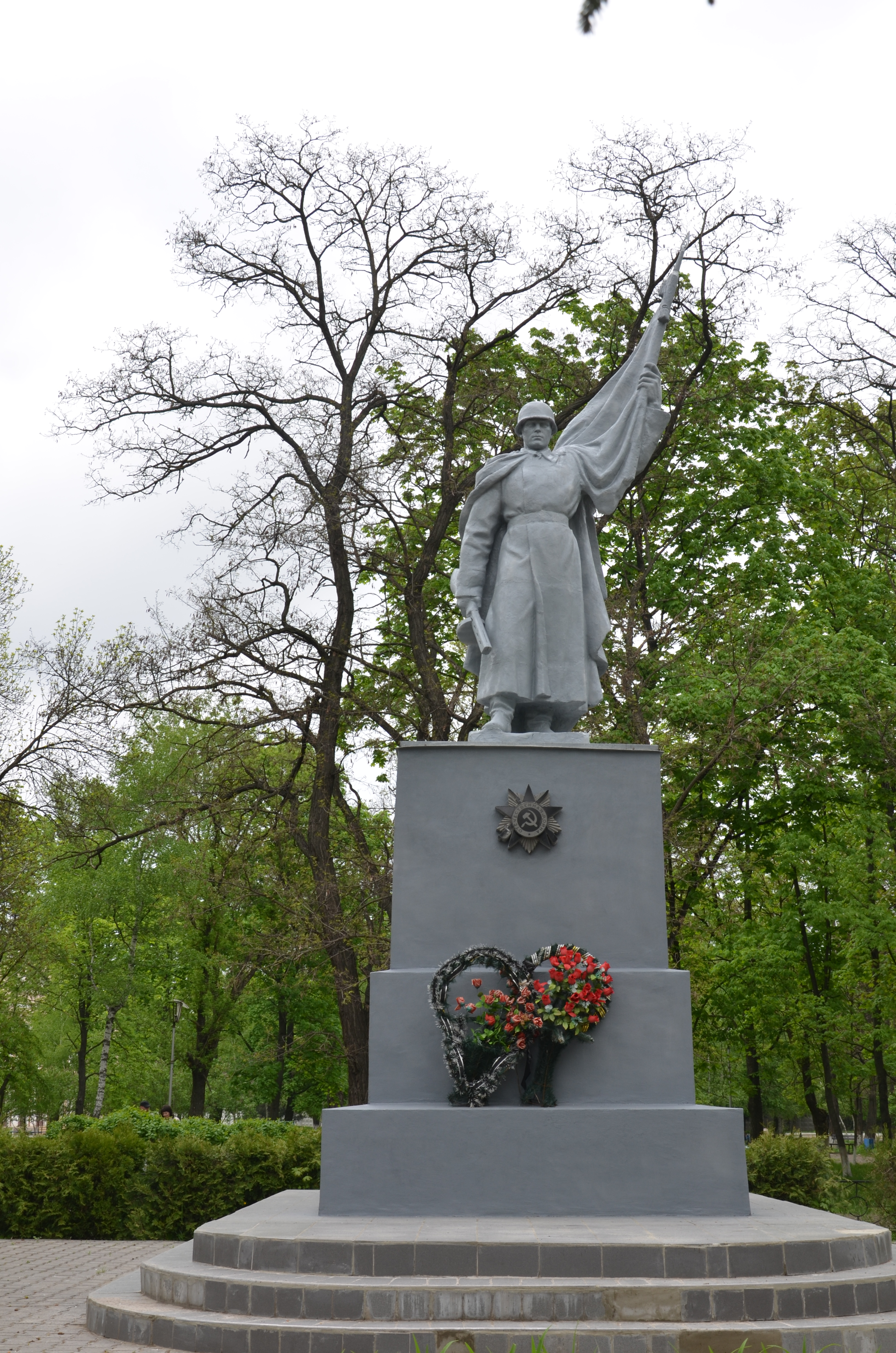
Пам'ятник невідомому солдату Другої світової війни
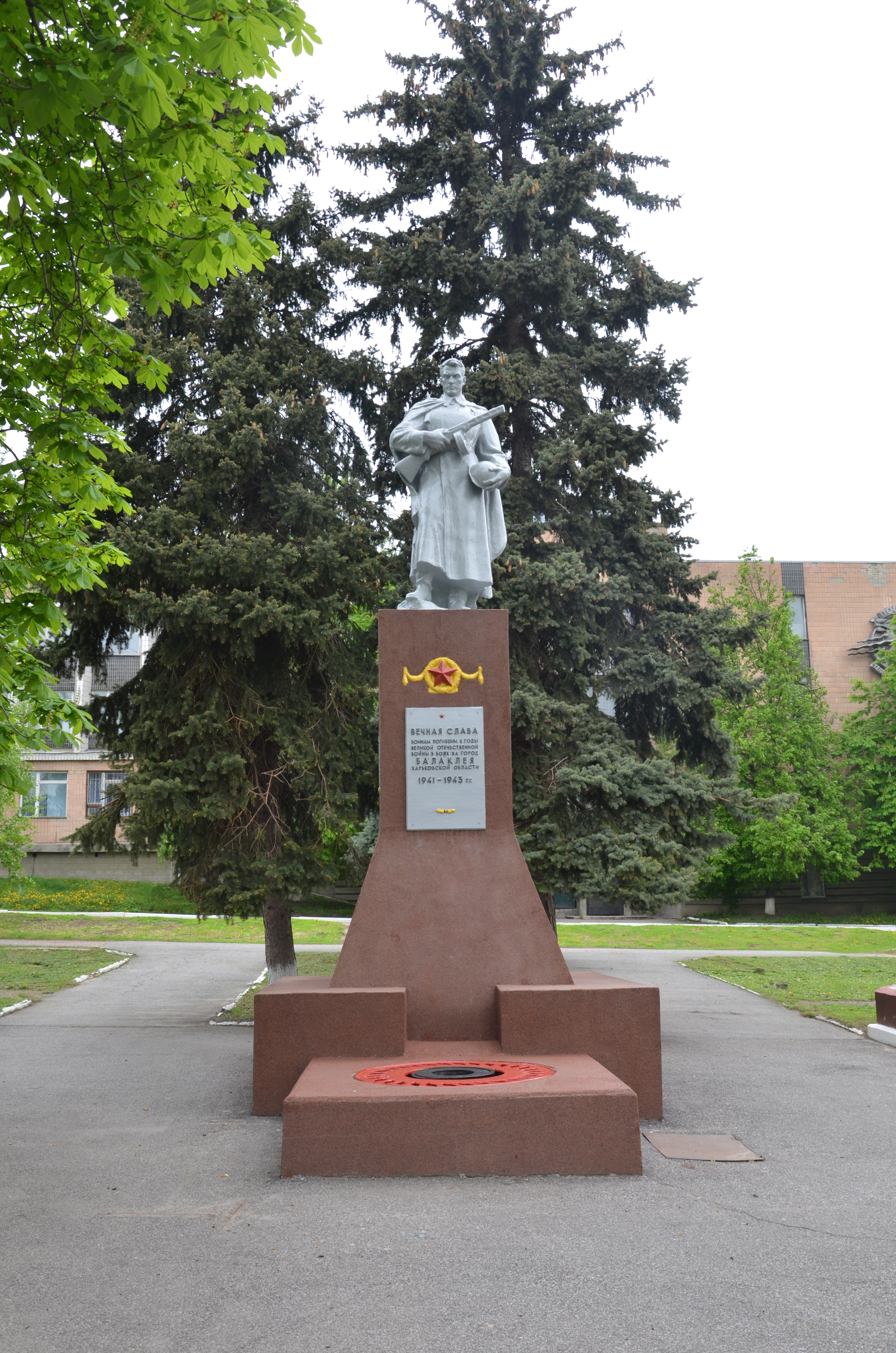
Пам'ятник полеглим воїнам, що визволяли місто від фашистських загарбників у 1943
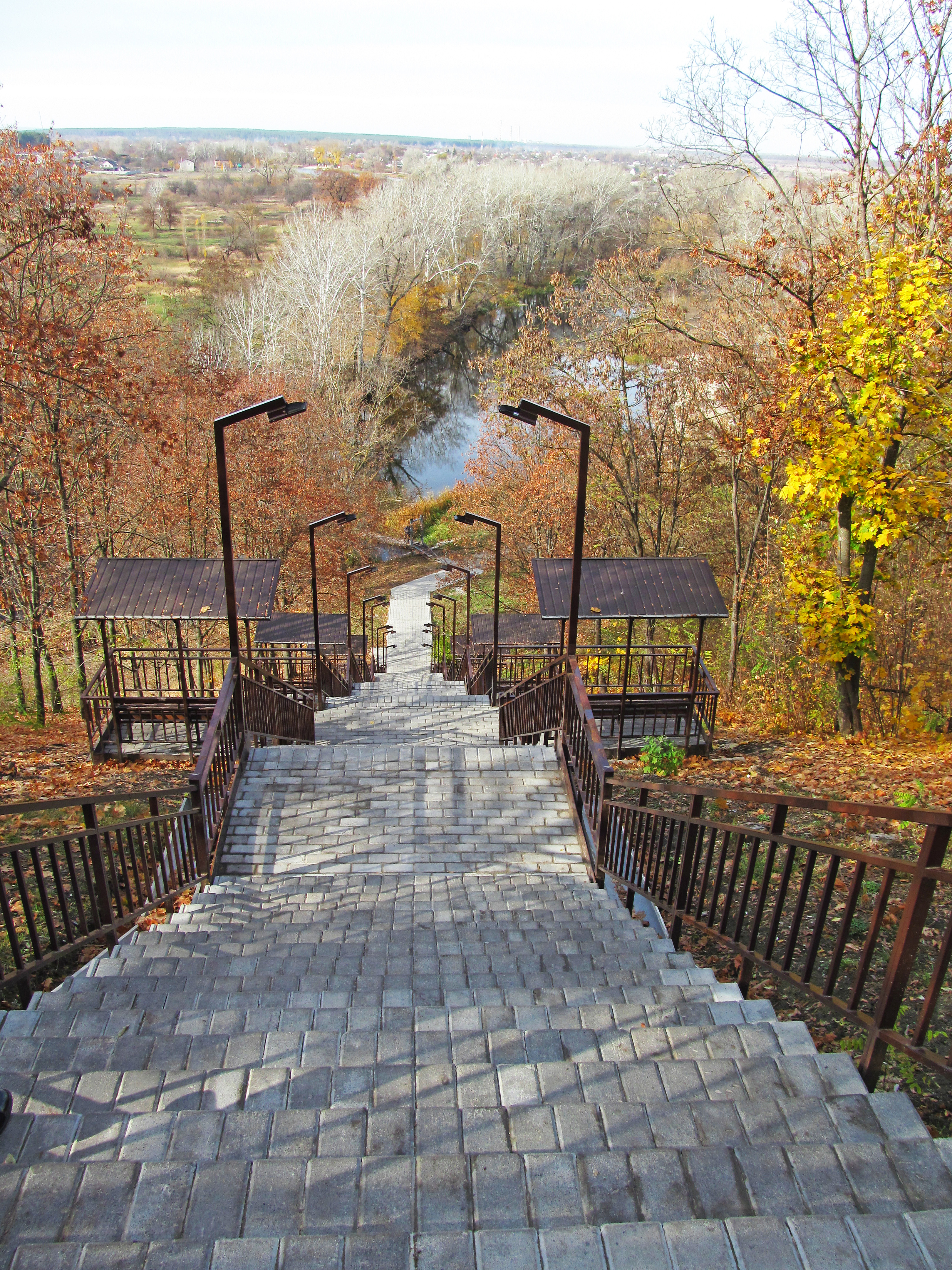
Сходи з пл. Ростовцева до річки Балаклійка